# 행암만
행암만(行岩灣)은 경상남도 창원시 진해구 행암동 대일말과 고출산 남측 육지끝단을 연결한 선내에 있는 해역이다.

## 해양지명
수로업무법 제33조의4 제1항의 규정에 의거 해양지명위원회에서 심의·결정한 해양지명은 다음과 같다.
- 제정 해양지명 : 행암만
- 대표위치(WGS-84) : 35°07.63´ N 128°41.23´ E
- 범위 : 진해시 행암동 대일말과 고출산 남측 육지끝단을 연결한 선내 해역